# Kirche Merkendorf (Zeulenroda-Triebes)

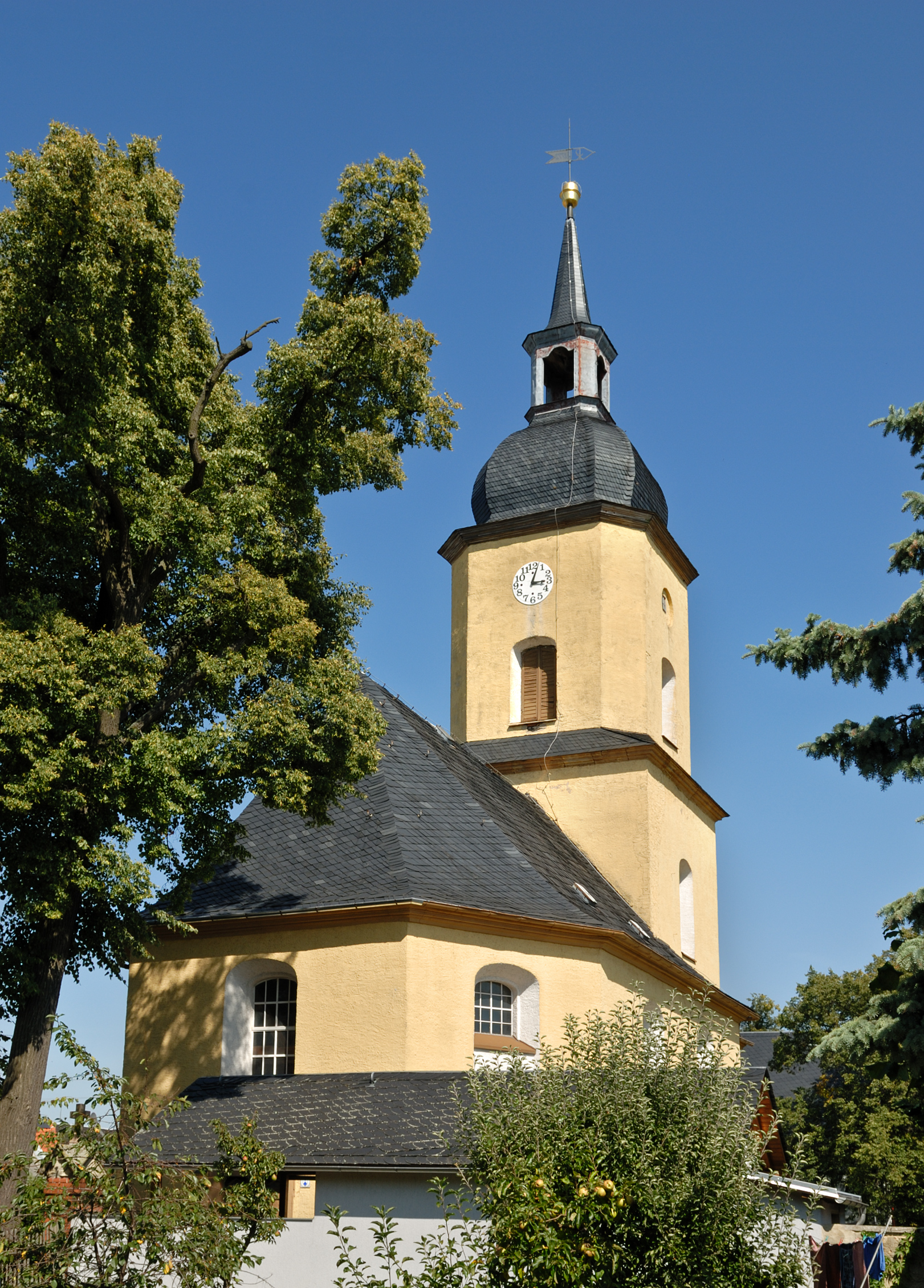
Kirche Merkendorf

Die evangelisch-lutherische Kirche Merkendorf steht in Merkendorf, einem Ortsteil der Stadt Zeulenroda-Triebes im Landkreis Greiz in Thüringen. Die Kirchengemeinde Merkendorf-Piesignitz gehört zum Pfarrbereich Zeulenroda II im Kirchenkreis Greiz der Evangelischen Kirche in Mitteldeutschland.

## Beschreibung
Die 1772 eingeweihte barocke Saalkirche gleicht im Grundriss und Aufbau der Kirche in Göhren-Döhlen. Das Langhaus hat einen dreiseitigen Abschluss im Westen und einen rechteckigen eingezogenen Chor, über dem sich der Chorturm erhebt. Das oberste Geschoss des Turms hat Klangarkaden und die darüber liegenden Zifferblätter der Turmuhr. Der Glockenstuhl für die bronzenen Glocken musste neu angefertigt werden. Der Turm ist bedeckt mit einer bauchigen Haube, auf dem eine offene Laterne mit einer Turmkugel sitzt. Sämtliche Dächer sind schiefergedeckt. Der Innenraum ist mit Emporen versehen. 
Die Kirchenausstattung stammt aus der Bauzeit. Nur der geschnitzte hölzerne Altar stammt aus dem 15. Jahrhundert. Die Orgel mit neun Registern, verteilt auf ein Manual und ein Pedal, wurde 1825 von Johann Gottlieb Schlegel gebaut.